# Parkinsonmittel
Parkinsonmittel bzw. Antiparkinsonmittel sind Arzneimittel, die zur Behandlung der Parkinson-Krankheit verwendet werden. Die Parkinson-Krankheit ist durch einen Mangel an Dopamin charakterisiert, der seine Ursache im Absterben dopaminerger Nervenzellen in den Basalganglien des Gehirns hat. Dopamin ist zusammen mit Acetylcholin, Serotonin und Noradrenalin für die richtige Weitergabe motorischer Informationen verantwortlich. Fehlt Dopamin, kommt es zu einem relativen Acetylcholinüberschuss sowie zu einem Serotonin- und Noradrenalinmangel: Die vom Gehirn gewollte Bewegung irgendeines Muskels wird von diesem nicht oder nicht korrekt ausgeführt und/oder er bewegt sich eigenständig.
Für die Therapie der Parkinson-Krankheit bestehen folgende Möglichkeiten: dem Gehirn Dopamin (L-Dopa) und Wirkstoffe, die wie Dopamin wirken (Dopaminagonisten), zuzuführen, den Abbau von Dopamin zu hemmen (COMT-, MAO-B-, NMDA-Hemmer) und den relativen Acetylcholinüberschuss zu beseitigen (Anticholinergika). Diese Möglichkeiten werden kombiniert angewendet, entweder durch die Gabe der einzelnen Mittel oder eines Kombinationspräparates.

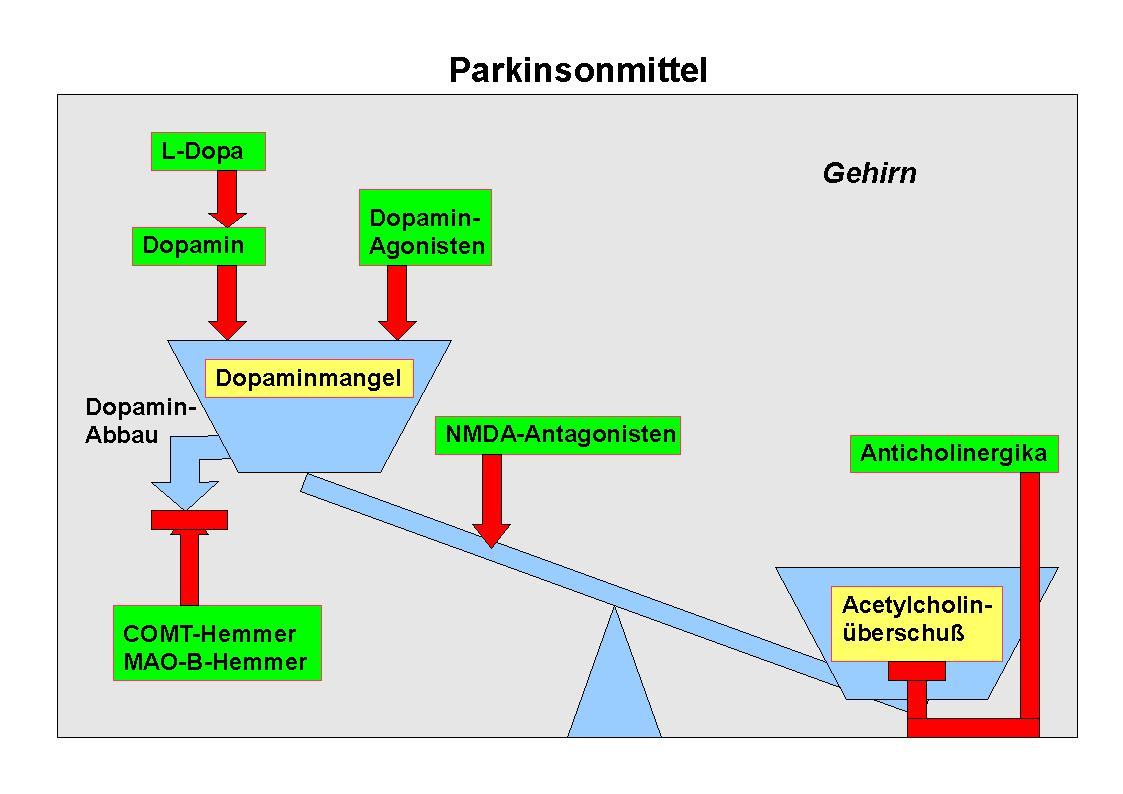
Angriffspunkte der Parkinsonmittel

## L-Dopa
Das fehlende Dopamin als Medikament zu verabreichen führt nicht zum Ziel, weil es die Blut-Hirn-Schranke nicht überwinden kann. Das gelingt jedoch mit der Dopamin-Vorstufe (Prodrug) L-Dopa, wofür es in der Blut-Hirn-Schranke einen aktiven Transporter gibt, der es in das Gehirn transportiert. Dort wird L-Dopa durch das Enzym DOPA-Decarboxylase unter CO2-Abspaltung in Dopamin umgewandelt. Da es das Enzym DOPA-Decarboxylase auch außerhalb des Gehirns in der Peripherie gibt, würde L-Dopa bei alleiniger Gabe zu über 90 Prozent vor Erreichen des Gehirns in Dopamin umgewandelt. Aus diesem Grund wird es immer mit einem der beiden Decarboxylaseblocker Carbidopa oder Benserazid kombiniert, die auch die peripheren Nebenwirkungen von Dopamin deutlich verringern, ihrerseits jedoch die Blut-Hirn-Schranke nicht überwinden.
L-Dopa ist das wirksamste Parkinsonmittel; es ist aber nicht in der Lage, das Fortschreiten der Krankheit zu beeinflussen. Andererseits gilt als gesichert, dass durch die Einführung der L-Dopa-Therapie die Lebenserwartung von Parkinson-Patienten durch die Vermeidung krankheitsbedingter Komplikationen deutlich gestiegen ist. L-Dopa behält seine volle Wirksamkeit nur drei bis fünf Jahre. Danach kommt es bei den meisten Patienten zu Fluktuationen d. h. Wirkungsschwankungen. Kennzeichnend ist bei den betroffenen Patienten der plötzliche Wechsel von guter Beweglichkeit zur Unbeweglichkeit (On-off-Phänomen). Beispiele für L-Dopa/Decarboxylasehemmer-Kombinationen:
- L-Dopa/Benserazid
- L-Dopa/Carbidopa

Die Behandlung mit L-Dopa wurde 1968 von George Cotzias entwickelt.

## Dopaminagonisten
Dopaminagonisten wirken, indem sie Dopamin-Rezeptoren stimulieren. Während sie früher vor allem im fortgeschrittenen Stadium zusammen mit L-Dopa verwendet wurden, werden sie heute vielfach anstelle von L-Dopa auch im Frühstadium als Monotherapie angewendet. Es gibt Hinweise darauf, dass hierdurch der Krankheitsverlauf möglicherweise verlangsamt sein könnte, aber keine ausreichenden Belege. Die Dopaminagonisten unterscheiden sich in ihren pharmakokinetischen Eigenschaften, in der Affinität zum Dopamin-Rezeptor und in ihrer intrinsischen Aktivität. Man unterscheidet zwei Gruppen.

### Dopaminagonisten mit Ergolinstruktur
Die Dopaminagonisten dieser Gruppe leiten sich vom Ergolin, der Grundstruktur der Mutterkornalkaloide ab. Beispiele sind:
- Bromocriptin
- α-Dihydroergocryptin
- Cabergolin
- Lisurid
- Pergolid

Cabergolin hat eine lange Halbwertzeit (65 h) und braucht daher nur einmal täglich eingenommen werden. Fibrosen an den Herzklappen sind bekannte, wenn auch seltene Komplikationen einer Langzeittherapie mit den meisten Wirkstoffen dieser Gruppe.

### Dopaminagonisten ohne Ergolinstruktur
Folgende Dopaminagonisten leiten sich chemisch nicht vom Ergolin ab:
- Apomorphin
- Pramipexol
- Piribedil
- Ropinirol
- Rotigotin

Bei Auftreten von Tagesmüdigkeit, insbesondere bei Ropinirol und Pramipexol, kann ein Wechsel zu einem Präparat aus der vorher genannten Gruppe erwogen werden.

## COMT-Hemmer
Zu dieser Stoffgruppe gehören die Wirkstoffe Entacapon, Tolcapon und Opicapon. Durch Blockade des Enzyms Catechol-O-Methyl-Transferase wird die Methylierung von L-Dopa und Dopamin zu einem unwirksamen Metaboliten verhindert. Auf Grund dieses Wirkungsmechanismus ist die alleinige Gabe von COMT-Hemmern wirkungslos; sie müssen immer mit L-Dopa zusammen eingenommen werden. Tolcapon war wegen einer tödlichen Leberschädigung jahrelang nicht auf dem Markt. Es ist zwar wieder zugelassen, darf aber nur unter regelmäßiger Kontrolle der Leberfunktion und wenn alle anderen Antiparkinsonmittel nicht ausreichend wirken, angewendet werden.

## MAO-B-Hemmer
Eine weitere Möglichkeit die Dopaminkonzentration im Gehirn zu erhöhen, besteht darin, den Dopamin-Abbau durch Hemmung der Monoaminoxidase B (MAO-B) zu unterdrücken. Hierfür sind die beiden Wirkstoffe Selegilin und Rasagilin geeignet. Da die Enzymblockade irreversibel ist, wirken beide Stoffe trotz ihrer kurzen Halbwertzeit (ca. 1 h) 1 bis 3 Tage. Sie werden in aller Regel mit L-Dopa kombiniert eingesetzt. Beide sollten nicht zusammen mit anderen MAO-Hemmern, Serotonin-Wiederaufnahmehemmern, Serotonin-Agonisten oder Opioid-Analgetika eingenommen werden. Überwiegend über eine (in diesem Fall reversible) MAO-B-Hemmung soll auch Safinamid wirken. Darüber hinaus werden jedoch weitere Wirkmechanismen diskutiert.

## NMDA-Hemmer (N-Methyl-D-Aspartat-Antagonisten)
Amantadin wurde ursprünglich als Grippeprophylaktikum entwickelt. Es wird bereits seit Jahrzehnten bei der Parkinsonerkrankung in leichteren Fällen als Monotherapie, ansonsten in Kombination mit anderen Antiparkinsonmitteln eingesetzt. Sein Wirkungsmechanismus, der NMDA-Rezeptor-Antagonismus, wurde erst vor wenigen Jahren entdeckt. Umstritten ist jedoch, ob dies der Hauptwirkungsmechanismus ist.
Budipin nimmt eine Zwischenstellung ein, da es sowohl NMDA-antagonistische als auch anticholinerge Wirkungsmechanismen besitzt. Auf Grund seiner QT-Zeit verlängernden Nebenwirkung sind engmaschige Herzkontrollen notwendig. Der Abbau dieses Wirkstoffes über das Leberenzym CYP 2D6 macht es anfällig für Wechselwirkungen vor allem mit Metoprolol und Makrolidantibiotika.

## Anticholinergika
Anticholinergika sind die ältesten Antiparkinsonmittel. Sie werden seit 1860, damals in Form von Belladonna-Alkaloiden, eingesetzt. Ihre Wirkung entfalten sie über eine m-Cholin-Rezeptor blockierende Wirkung. Zugelassen für die Parkinsontherapie sind Biperiden, Bornaprin, Metixen und Trihexyphenidyl. Einen nennenswerten Unterschied scheint es zwischen diesen vier Wirkstoffen nicht zu geben. Am meisten erprobt sind Biperiden, Bornaprin und Metixen. Sie werden insbesondere dann eingesetzt, wenn die Parkinsonkrankheit von Ruhetremor begleitet wird. Ein weiteres zugelassenes Antiparkinsonmittel mit anticholinergen Effekten ist Procyclidin.

## Kombinationspräparat
Unter dem Handelsnamen Stalevo ist ein Kombinationspräparat mit den Wirkstoffen L-Dopa, Carbidopa und Entacapon im Handel. Es erleichtert das Einnehmen, weil der Patient nur mit einer Tablettensorte umgehen muss. Aber das Mengenverhältnis von L-Dopa/Carbidopa und Entacapon lässt sich nur bei getrennter Einnahme variieren.